# Giorgio Agamben
Giorgio Agamben (født 22. april 1942 i Rom, Italien) er en italiensk tænker, bedst kendt for sine undersøgelser af begrebet om undtagelsestilstanden og homo sacer ("nøgent liv", blottet liv eller bart liv, som i reduceret til "bare" liv).
For tiden underviser Agamben ved Akademiet for Arkitektur på Università della Svizzera Italiana i Mendrisio, Schweiz. Han har undervist ved Università IUAV di Venezia i Italien, ved Collège International de Philosophie i Paris og European Graduate School i Saas-Fee, Schweiz; tidligere har han undervist ved Università degli Studi di Macerata og ved Università degli Studi di Verona, begge i Italien. Han har også haft gæstestillinger ved adskillige amerikanske universiteter, fra University of California, Berkeley, til Northwestern University, Evanston, og ved Heinrich-Heine-Universität Düsseldorf. Agamben modtog prisen Prix Européen de l'Essai Charles Veillon i 2006.
Agamben er uddannet ved Roms universitet, hvor han skrev en ph.d.-afhandling (uudgivet) om Simone Weils politiske tænkning. I 1966 og 1968 deltog Agamben i Martin Heideggers Le Thor-seminarer (om Heraklit og Hegel). I halvfjerdserne arbejdede han hovedsageligt med lingvistik, filologi, poetik og middelalderlige emner.
Blandt Agambens væsentlige inspirationskilder, dvs. gennem hvis tænkning han oftere tænker gennem end citerer, hører Michel Foucault, Walter Benjamin, Simone Weil, Hannah Arendt, Nietzsche og Heidegger.
Agamben redigerede Benjamins samlede værker i italiensk oversættelse indtil 1996 og har kaldt Benjamins tænkning "modgiften der gjorde muligt for mig at overleve Heidegger." I 1981 opdagede Agamben adskillige af Benjamins vigtige tabte manuskripter i arkiverne til Bibliothèque nationale de France. Benjamin havde efterladt disse manuskripter til Georges Bataille, da han under 2. verdenskrig flygtede fra Paris kort før sin død. En af disse tekster viste sig at blive afgørende for Agambens eget arbejde, nemlig Benjamins manuskript for de historiefilosofiske teser i Om historiebegrebet. Agamben har siden halvfemserne engageret sig i en debat med den tyske jurist Carl Schmitts politiske skrifter, mest uddybende i studiet Undtagelsestilstand (2003, på da. 2009). Hans seneste skrifter videreudvikler væsentlige begreber som anordningen (dispositif) hos Michel Foucault, hvem han har kaldt "en forsker hvorfra jeg har lært en hel del de senere år."